# Dynaspidiotus abietis
Dynaspidiotus abietis är en insektsart som först beskrevs av Franz Paula von Schrank 1776.  Dynaspidiotus abietis ingår i släktet Dynaspidiotus och familjen pansarsköldlöss. Arten är reproducerande i Sverige. Inga underarter finns listade i Catalogue of Life.